# Rząd Płamena Oreszarskiego
Rząd Płamena Oreszarskiego – 92. rząd w historii Bułgarii funkcjonujący od 29 maja 2013 do 6 sierpnia 2014.
20 lutego 2013 urzędujący premier Bojko Borisow, po kilkunastu dniach protestów w reakcji na podwyżki cen mediów i po skrytykowanej przez premiera interwencji policji, w wyniku której kilkanaście osób zostało rannych, podał się wraz z całym rządem do dymisji. 13 marca 2013 prezydent Rosen Plewneliew powołał nowy gabinet na czele z Marinem Rajkowem, którego mandat został wyznaczony do czasu organizacji przedterminowych wyborów parlamentarnych. Wybory te ponownie wygrał GERB, jednak Bojko Borisow nie był w stanie stworzyć rządu. Prezydent Rosen Plewneliew powierzył misję powołania gabinetu Bułgarskiej Partii Socjalistycznej (BSP), która zawiązała koalicję z reprezentującym głównie mniejszość turecką Ruchem na rzecz Praw i Wolności (DPS). Na premiera wyznaczono niezależnego posła socjalistów Płamena Oreszarskiego. Rząd uzyskał wotum zaufania 29 maja 2013. W 240-osobowym Zgromadzeniu Narodowym zagłosowało za nim 120 posłów koalicji. Przeciw opowiedzieli się posłowie GERB-u, a 23 deputowanych nacjonalistycznej Ataki nie wzięło udziału w głosowaniu, co umożliwiło zatwierdzenie gabinetu.
Pierwsze protesty przeciwko rządowi nastąpiły bezpośrednio po ogłoszeniu proponowanego składu gabinetu. Masowe protesty wybuchły w czerwcu 2013, gdy Zgromadzenie Narodowe powołało kontrowersyjnego posła Delana Peewskiego z DPS na prezesa Agencji Bezpieczeństwa Narodowego (DANS). Szybka rezygnacja Delana Peewskiego nie przerwała protestów. 23 lipca 2014 Płamen Oreszarski podał się do dymisji, Zgromadzenie Narodowe przyjęło jego rezygnację następnego dnia. Zakończył urzędowanie 6 sierpnia 2014, gdy urząd premiera tymczasowo objął Georgi Bliznaszki.

## Skład rządu
- premier: Płamen Oreszarski (BSP)[9]
- wicepremier, minister sprawiedliwości: Zinaida Złatanowa (BSP)
- wicepremier: Cwetlin Jowczew (BSP, od 27 czerwca 2013)[10]
- wicepremier: Danieła Bobewa (BSP, od 27 czerwca 2013)[10]
- minister spraw wewnętrznych: Cwetlin Jowczew (BSP)
- minister spraw zagranicznych: Kristian Wigenin (BSP)
- minister finansów: Petyr Czobanow (BSP)
- minister obrony: Angeł Najdenow (BSP)
- minister gospodarki i energetyki: Dragomir Stojnew (BSP)
- minister pracy i polityki społecznej: Chasan Ademow (DPS)
- minister ds. projektów inwestycyjnych: Iwan Danow (BSP)
- minister rolnictwa i żywności: Dimityr Grekow (BSP)
- minister rozwoju regionalnego: Desisława Terziewa (BSP)
- minister transportu, technologii informacyjnych i komunikacji: Danaił Papazow (BSP)
- minister ochrony środowiska i zasobów wodnych: Iskra Michajłowa (DPS, do 19 czerwca 2014), Stanisław Anastasow (DPS, od 19 czerwca 2014)
- minister zdrowia: Tanja Andreewa (BSP)
- minister edukacji i nauki: Anelija Klisarowa (BSP)
- minister kultury: Petyr Stojanowicz (bezp.)
- minister młodzieży i sportu: Mariana Georgiewa (DPS)